# 김천 갈항사지 동·서 삼층석탑
김천 갈항사지 동·서 삼층석탑(金泉 葛項寺址 東·西 三層石塔)은 남북국 시대 신라에서 만들어진 석탑이다. 1962년 12월 20일 대한민국의 국보 제99호로 지정되어 있다.
원래 경상북도 김천시 남면 갈항사에 있었으나, 1916년에 경복궁으로 옮겨졌고, 2005년 다시 용산 국립중앙박물관으로 옮겨졌다. 동탑의 기단에 신라 35대 경덕왕 17년(758년) 조문 황태후(照文皇太后), 경신 대왕(敬信大王)의 이모, 외숙인 언적 법사(言寂法師) 등 세 사람이 세웠다는 글이 새겨져 있다. 2기(基)의 탑으로 이루어져 있으며, 동탑(東塔)은 4.3미터, 서탑(西塔)은 4미터이다.

## 개요
갈항사터(경상북도 김천시 남면 오봉동 소재)에 동·서로 세워져 있던 두 탑으로, 일제시대에 일본으로 반출될 위기에 처하자 1916년 경복궁으로 옮겨지고, 현재 국립중앙박물관에 옮겨 놓았다.
2층 기단(基壇) 위에 3층의 탑신(塔身)을 올린 일반적인 모습이며, 서로 규모와 구조가 같다. 기단의 네 모서리와 각 면의 가운데에 기둥모양을 본떠 새겼는데, 특히 가운데기둥은 두 개씩을 두었다. 몸돌과 지붕돌을 각각 하나의 돌로 구성하고 있는 탑신부는 몸돌의 모서리마다 기둥을 조각하였으며, 지붕돌의 밑면에 5단씩의 받침을 마련하였다. 동탑의 기단에 통일신라 경덕왕 17년(758)에 언적법사 3남매가 건립하였다는 내용이 새겨져 있어 만들어진 연대를 정확히 알 수 있으며, 이두문을 사용하고 있어 더욱 특기할 만하다.
두 탑 모두 꼭대기의 머리장식만 없어졌을 뿐 전체적으로 온전하게 잘 남아있다. 두 탑의 규모가 그리 크지는 않지만 각 부분의 비례가 조화를 이루고, 위아래층 기단에 가운데기둥을 두 개씩 새겨 놓고 있어 당시의 석탑양식이 잘 담겨져 있는 탑이다.

## 사진

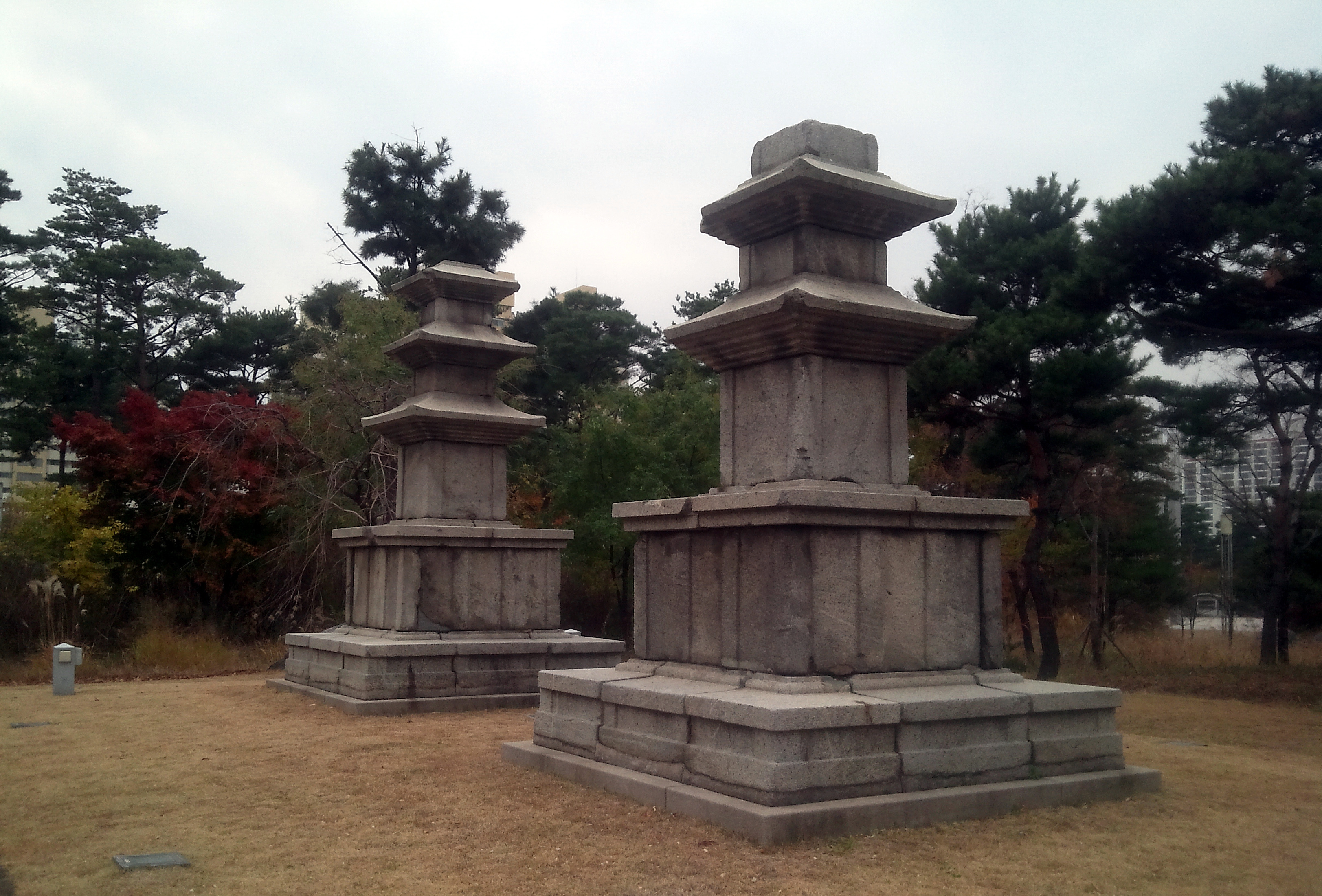
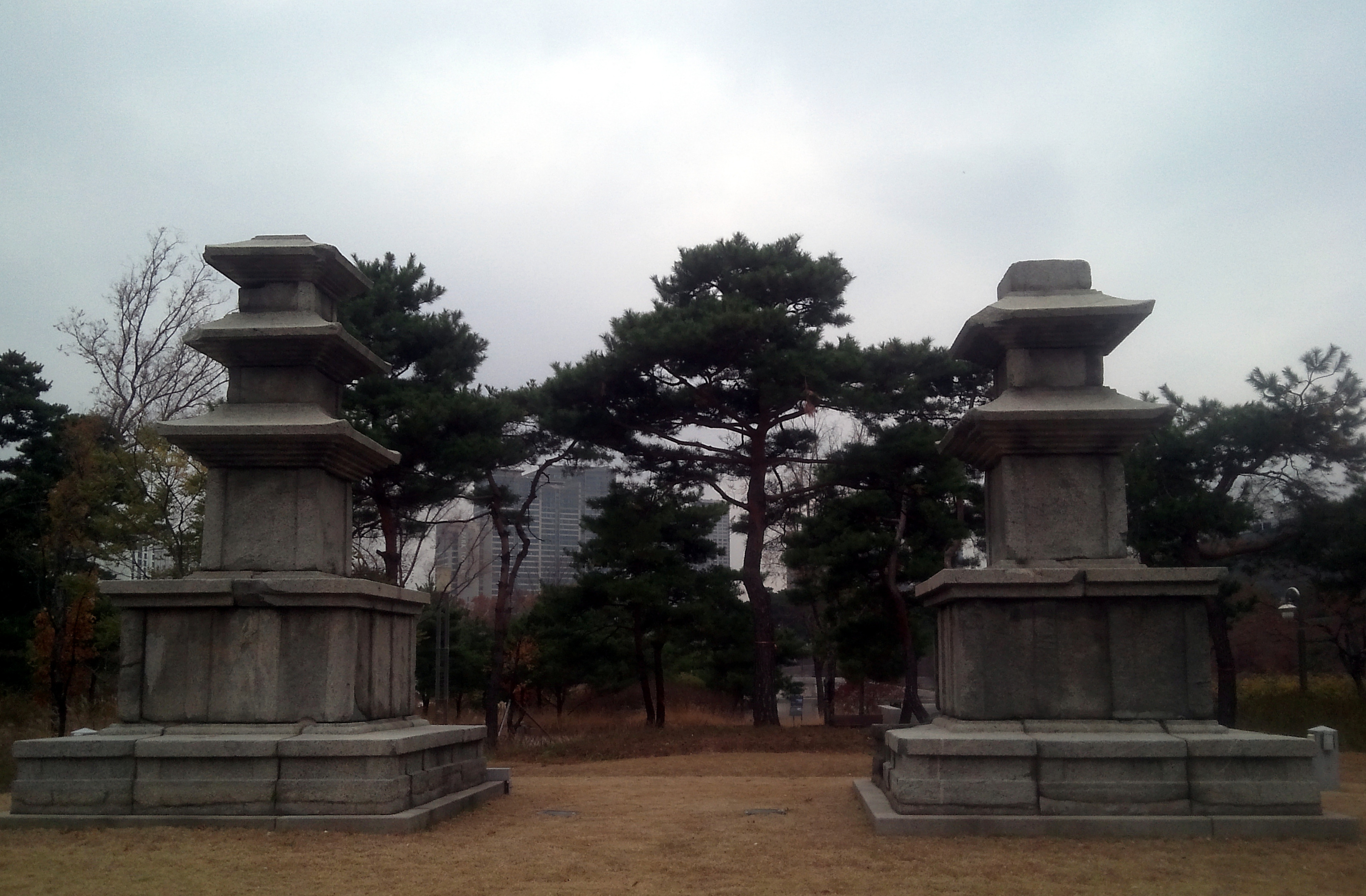

## 현지 안내문
통일신라시대에는 이 탑처럼 2단의 기단부와 3층의 탑신부로 이루어진 탑이 일반적인 형태로 많이 만들어졌다. 이 탑이 있던 길항사는 통일신라 초기 절인 감은사처럼 하나의 금당에 두 탑이 있는 배치였을 것으로 짐작된다. 동탑의 기단부에 새겨진 글을 통해 신라 경덕왕 17년(758)에 영묘사 언적법사 세 남매가 이 탑을 만들었음을 알 수 있다.

## 같이 보기
- 김천 갈항사지 석조여래좌상

## 참고 자료
- 김천 갈항사지 동·서 삼층석탑 - 국가유산청 국가유산포털